# 岩手看護短期大学
岩手看護短期大学（いわてかんごたんきだいがく、英語: Iwate College of Nursing）は、岩手県滝沢市大釜千が窪14-1に本部を置いていた日本の私立大学である。1990年に設置され、2020年に廃止された。大学の略称は看護短大。

## 概観

### 大学全体
- 岩手県滝沢市に所在した日本の私立短期大学で、設置主体は学校法人岩手医科大学[1]。
- 学校法人岩手女子奨学会により1990年に岩手女子看護短期大学として開学。2000年度より男女共学となっている。
- 2016年度の入学生を最後に[注釈 1]、短期大学としての使命を終える[3]。

### 建学の精神（校訓・理念・学是）
- 岩手看護短期大学における建学の精神は、「人間愛と奉仕の心」となっていた。
- 岩手看護短期大学には以下の教育理念があった。
  - 豊かな教養と誠と信とに徹する人格の陶冶
  - 高度の専門的知識と技術の習得
  - 人類愛に基づいた社会の福祉・保健医療に寄与し得る人材の育成

### 教育および研究
- 岩手看護短期大学は看護教育に力を入れており、岩手医科大学附属病院や盛岡市立病院など岩手県内の医療機関にて臨床実習の協力がなされていた。

### 学風および特色
- 岩手看護短期大学は、岩手の医学教育の父といわれた三田俊次郎の教育理念を継承する学校法人岩手女子奨学会の第2代理事長の三田俊定により設置された、東北地方で初めての私立看護短大であった。衛生看護教育から、さらに高い教養と技術を身につけた看護研究者・看護実務者の大学教育を目指して開学された。[4]

## 沿革
- 1921年 
  - 3月16日 本項の源流とされる盛岡実科高等女学校[5]が創設される[6]
- 1989年
  - 12月22日 左記を以て文部省[注 1]より短期大学の設置が認可される[7]。
- 1990年 
  - 4月1日 岩手女子看護短期大学（いわてじょしかんごたんきだいがく）として以下の学科体制にて開学[7]。
    - 看護学科 入学定員60名[注 2]

  - 5月1日 学生数[9]/定員
    - 看護学科 67[注釈 2]/60
- 1991年
  - 5月1日 学生数[10]/定員
    - 看護学科 133[注釈 2]/120
- 1992年
  - 5月1日 学生数[注 3]/定員
    - 看護学科 196[注釈 2]/180
- 1998年 
  - 4月1日 専攻科の設置が認められ、以下の課程を設ける[13]。
    - 地域看護学専攻 入学定員20名
    - 助産学専攻 入学定員15名
- 1999年
  - 5月1日 学生数[14]/定員
    - 看護学科 193[注釈 2]/180
- 2000年 
  - 4月1日 岩手看護短期大学に改称[注 4]。
- 2016年 
  - 4月1日 学校法人岩手医科大学に移管され[1]、かつこの年度で短期大学としての学生募集を最終とする[注釈 1]。
- 2020年 
  - 9月2日 左記をもって文部科学省より正式に廃止の認可が下りる[3]。

## 基礎データ

### 短期大学存続時の交通アクセス
- JR東北本線盛岡駅下車。同駅バスターミナル10番乗り場より岩手県交通バス「つなぎ温泉」「鶯宿温泉」「ほっとゆだ駅」「雫石営業所」「網張温泉」行き何れかに乗車後、｢仁沢瀬｣バス停留所で下車。そこから、徒歩でおよそ5分程度の距離となっていた（同バス停で降車後、北側へ向かってJR田沢湖線の踏切を越えたらすぐ左手に見える白い建物が短期大学である）。JR田沢湖線大釜駅～小岩井駅間で北側の車窓から見えるが、それらの駅からは利用しにくい。

### 象徴
- 岩手看護短期大学のカレッジマークは、4つの菱形をモチーフとしてその中央に「Iwate College of Nursingの頭文字であるI・C・N」が記された丸い鏡を配している。菱形は岩手・青森両県の大半を占めた旧南部領の藩主、南部家の紋章である武田菱で、鏡は日本女性の心を写すものとされる古代鏡を意味するものとなっている[5]。

## 教育および研究

### 組織

#### 学科
- 看護学科 入学定員60名[注 5]

#### 専攻科
- 地域看護学専攻 入学定員20名[注釈 3]
- 助産学専攻 入学定員15名[注釈 3]

#### 別科
- なし

##### 取得資格について
受験資格
- 看護師：看護学科
- 保健師：専攻科地域看護学専攻
- 助産師：専攻科助産学専攻

#### 附属機関
- 岩手看護短期大学図書館：図書館長からの許可があれば学外者も利用が可能であった。

## 研究
- 『岩手女子看護短期大学紀要』[19]
- 『岩手看護短期大学紀要』[20]ほか。

## 学生生活

### 学園祭
- 岩手看護短期大学の学園祭は「紫桐祭」と呼ばれ、2008年は6月下旬に行われた。主に、看護技術に関するイベントや模擬店、小岩井の牛乳・ジュース販売なども行われた。テーマは「共存共栄」となっていた。

### スポーツ
- 岩手県看護職員養成所対抗バレーボール大会に本短大が出場している。

## 施設

### キャンパス
- 本館
- 2号館
- 3号館
- 標本室
- 駐車場
- マルチメディアセンター
- テニスコートほか

## 対外関係

### 関係校
- 岩手医科大学 - 本項の前身校である「盛岡実科高等女学校」の創立者は、岩手医科大学の前身である私立岩手病院および医学講習所・産婆看護婦養成所設立者でもある。

### 系列校
- 岩手女子高等学校

## 卒業後の進路について

### 就職について
- 岩手医科大学附属病院・盛岡赤十字病院・東京医科大学病院・聖マリアンナ医科大学病院・聖路加国際病院・東北大学医学部附属病院・東京女子医科大学附属病院・順天堂医院などが実績としてあげられる。

### 編入学･進学実績
- これまでの実績では、岩手看護短期大学専攻科ほか北海道教育大学・山形大学・新潟大学・金沢大学・岩手県立大学・北海道医療大学・東海大学・聖隷クリストファー大学・天使女子短期大学専攻科などがある。